# Jagdgeschwader 104
Das Jagdgeschwader 104 (JG 104) war ein Verband der Luftwaffe der Wehrmacht im Zweiten Weltkrieg der überwiegend der Ausbildung von Jagdpiloten diente.

## Geschichte
Das Jagdgeschwader 104 am 20. März 1943 am Fliegerhorst Herzogenaurach aus der Jagdfliegerschule 4 (JFS 4) gebildet. Vom 6. April 1944 bis zur Auflösung am 28. April 1945 war es in Roth stationiert. Es war der 4. Fliegerschul-Division der Luftflotte 10 unterstellt. Eine sogenannte Einsatzstaffel, gebildet aus erfahrenen Ausbildern war der 7. Jagddivision zugeteilt um gegen alliierte Bombereinflüge eingesetzt zu werden.

## Kommandeure

### Geschwaderkommodore
| Dienstgrad     | Name            | Zeit                                  |
| -------------- | --------------- | ------------------------------------- |
| Major          | Hans Trübenbach | 20. März 1943 bis 25. September 1943  |
| Oberstleutnant | Alfred Müller   | 26. September 1943 bis 26. April 1944 |
| Oberstleutnant | Hans Trübenbach | 27. April 1944 bis 7. August 1944     |
| Major          | Reinhard Seiler | 8. August 1944 bis 28. April 1945     |

### Gruppenkommandeure
I. Gruppe
- Major Friedrich-Karl Rinow, 20. März 1943 – 27. Juni 1943[7]
- Hauptmann Hermann Hollweg, 1. Mai 1943 – 27. Juni 1943[8]
- Major Karl-Heinz Meyer, 28. Juni 1943 – 14. April 1944[9]
- Hauptmann Günther Rübell, 15. August 1944 – 28. April 1945[10]

II. Gruppe
- Major Rolf Hermichen, 15. Oktober 1944 – 10. Januar 1945[11]
- Major Friedrich-Karl Rinow, 11. Januar 1945 – 28. April 1945[7]

## Bekannte Geschwaderangehörige
- Harro Tiedgen (1925–1986), später Brigadegeneral des Heeres der Bundeswehr
- Rolf Hermichen (1918–2014), war Personaldirektor beim Kaufhaus-Konzern Karstadt AG